# 西麻布
西麻布（にしあざぶ）は、東京都港区の町名。麻布地区総合支所管内に当たり、現行行政町名は西麻布一丁目から西麻布四丁目。住居表示実施済区域。

## 地理
麻布地区の西端に位置し、渋谷区（広尾）との区境に当たる。
町内にある西麻布交差点（霞町交差点）は六本木通り（東京都道412号霞ヶ関渋谷線）と外苑西通り（東京都道418号北品川四谷線）が交差し、道路案内でも頻出する地名である。また、西麻布交差点に設置されている六本木通りの陸橋は、旧地名の麻布霞町から「霞町陸橋」と命名されている。

### 地価
住宅地の地価は、2025年（令和7年）1月1日の公示地価によれば、西麻布1-8-19の地点で186万円/m2となっている。

## 歴史
江戸時代は農耕地、雑木林、町屋、大名および小名の下屋敷からなる街外れの閑散とした地域であった。明治から大正時代にかけ住宅街として形成され、この点は元麻布、南麻布も同様であるが中でも高台の麻布笄町（現：西麻布四丁目）は旧麻布区の中では麻布市兵衛町一丁目（現：六本木一丁目）、麻布今井町（現：六本木二丁目）、麻布三河台町の西側（現：六本木四丁目）、麻布六本木町の東南側（現：六本木五丁目）、麻布鳥居坂町（現：六本木五丁目）、麻布東鳥居坂町（現：六本木五丁目）、麻布永坂町（現：六本木五丁目、麻布永坂町）等に準じる山の手の高級住宅街として著名な存在となっていく。
第二次世界大戦後、1960年代初頭からは徐々に国際的な盛り場として変貌を遂げて行く六本木とは対照的に、未だ閑静な町並みを保っていた。しかし、1964年の東京オリンピック開催に伴う首都高速3号渋谷線の建設と重なるように、六本木通り沿いには雑居ビルやマンションが少しずつ目立ち始めるようになっていく。1969年には現在の富士フイルム西麻布ビル（旧本社ビル）が竣工し、周囲のランドマークとなった。
1967年に住居表示が実施されると、麻布霞町（現：西麻布一～三丁目）、麻布笄町（現：西麻布四丁目）などの町名が消滅し、「西麻布」に統一された。
1970年6月23日、70年安保に抗議するデモ隊の通過点となり、西麻布では学生らが機動隊に向け火炎瓶の投擲や投石を行い一帯が騒然となることもあった。
1970年代を通じて多くの民家がビルディングやマンションに取って代わられていくものの、隣接する広尾の地に広尾ガーデンヒルズが建ち並ぶような今日の西麻布の様相を現し始めるのは、1980年代後半からのバブル景気の時代である。
1985年10月、西麻布四丁目霞町交差点にアイスクリーム店ホブソンズが開店し、一大ブームとなった。1990年、西麻布四丁目の外苑西通り沿いに建ったザ・ウォールの大規模なディスコは、西麻布二丁目のレッドシューズ（カフェバー）などと並び、週末は明け方まで騒ぎを起こす若者達で溢れた。FM局のJ-WAVEは開局当時より地元（当時）である西麻布のディスコ（クラブ）と連動するように、最新の流行や現地からの実況中継を行うほど熱心に情報を提供していた。1996年頃は西麻布イエローが同地のクラブシーンで人気を博した。バブル景気末期の1991年には、同じく外苑西通り沿いで西麻布三丁目のキャンティ西麻布店、ならびに高級焼肉店である叙々苑遊玄亭が開業した。
2000年になると、権八西麻布店が西麻布一丁目霞町交差点で開店。小泉 - ブッシュ会談やハリウッド映画「キル・ビル」のロケ地に利用された。2005年、六本木の老舗ジョージスが西麻布一丁目に移転開業した。2013年にはEX THEATER ROPPONGIが開業。同施設のように、六本木六、七丁目に隣接する建造物や施設では西麻布にあっても「六本木」の名称が用いられる場合がある。

## 世帯数と人口
2025年（令和7年）4月1日現在（港区発表）の世帯数と人口は以下の通りである。
| 丁目         | 世帯数    | 人口     |
| ------------ | --------- | -------- |
| 西麻布一丁目 | 1,119世帯 | 1,587人  |
| 西麻布二丁目 | 1,654世帯 | 2,748人  |
| 西麻布三丁目 | 1,650世帯 | 3,114人  |
| 西麻布四丁目 | 2,052世帯 | 3,669人  |
| 計           | 6,475世帯 | 11,118人 |

### 人口の変遷
国勢調査による人口の推移。
| 年                 | 人口   |
| ------------------ | ------ |
| 1995年（平成7年）  | 6,838  |
| 2000年（平成12年） | 7,950  |
| 2005年（平成17年） | 9,357  |
| 2010年（平成22年） | 8,191  |
| 2015年（平成27年） | 10,049 |
| 2020年（令和2年）  | 10,745 |

### 世帯数の変遷
国勢調査による世帯数の推移。
| 年                 | 世帯数 |
| ------------------ | ------ |
| 1995年（平成7年）  | 2,973  |
| 2000年（平成12年） | 4,068  |
| 2005年（平成17年） | 5,357  |
| 2010年（平成22年） | 4,327  |
| 2015年（平成27年） | 5,218  |
| 2020年（令和2年）  | 5,913  |

## 学区
区立小・中学校に通う場合、学区は以下の通りとなる（2022年4月現在）。
| 丁目         | 番地             | 小学校           | 中学校           |
| ------------ | ---------------- | ---------------- | ---------------- |
| 西麻布一丁目 | 全域             | 港区立笄小学校   | 港区立高陵中学校 |
| 西麻布二丁目 | 1〜17番 20〜26番 | 港区立笄小学校   | 港区立高陵中学校 |
| 西麻布二丁目 | 18〜19番         | 港区立青南小学校 | 港区立青山中学校 |
| 西麻布三丁目 | 全域             | 港区立笄小学校   | 港区立高陵中学校 |
| 西麻布四丁目 | 全域             | 港区立笄小学校   | 港区立高陵中学校 |

## 交通

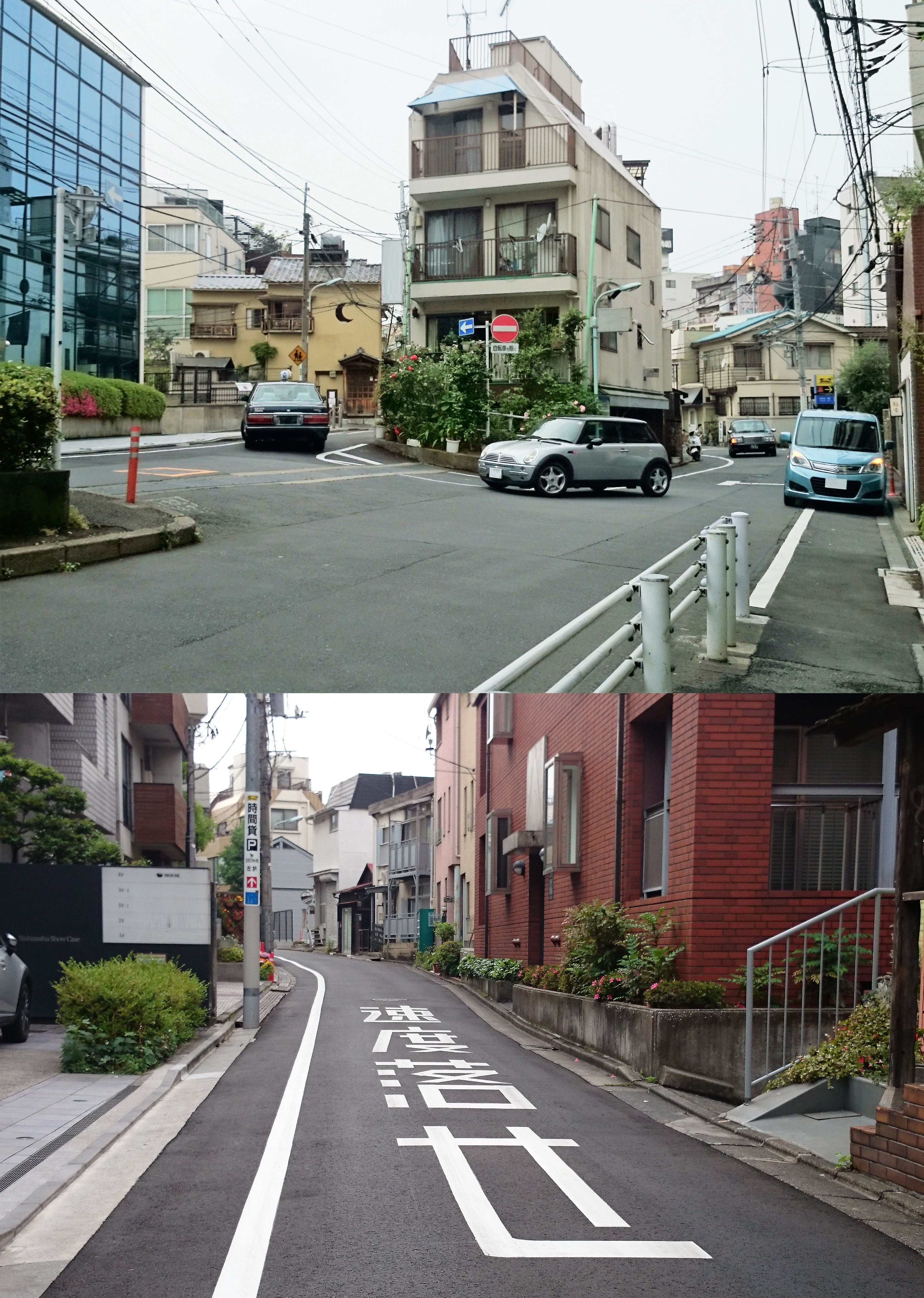
西麻布二丁目界隈（上画像：右側道路は笄川の暗渠化した道。左側道路は笄川根津支流の暗渠化した道。
上画像は根津支流が笄川に合流する地点になる。
下画像：上画像の左側道路の車両が続く先、根津美術館方面）。
霞町交差点から南青山のみゆき通りへの抜け道として、住宅街であるにもかかわらずタクシー車両等多くの通行がある。

### 路線バス
- 都営バス
  - 都01：渋谷駅 - 青山学院中等部 - 西麻布 - 六本木駅 - 六本木一丁目駅 - 赤坂アークヒルズ - 溜池 - 虎ノ門 - 新橋駅
  - 深夜01：渋谷駅 - 青山学院中等部 - 西麻布 - 六本木駅 - 六本木一丁目駅 - 赤坂アークヒルズ - 溜池 - 虎ノ門 - 新橋駅北口
  - 渋88：渋谷駅 - 青山学院 - 西麻布 - 神谷町駅 - 虎ノ門 - 新橋駅
  - 黒77：目黒駅 - 天現寺橋 - 広尾病院 - 西麻布 - 明治公園 - 千駄ヶ谷駅
  - 品97：品川駅高輪口 - （高輪警察署→）（←泉岳寺）- 西麻布 - 青山一丁目駅 - 信濃町駅 - 四谷三丁目 - 新宿三丁目 - 新宿駅西口

### 道路
- 東京都道412号霞ヶ関渋谷線
- 東京都道413号赤坂杉並線
- 東京都道418号北品川四谷線（外苑西通り・環状4号線）
- 首都高速道路出入口
  - 首都高速3号渋谷線
  - 高樹町出入口

## 事業所
2021年（令和3年）現在の経済センサス調査による事業所数と従業員数は以下の通りである。
| 丁目         | 事業所数    | 従業員数 |
| ------------ | ----------- | -------- |
| 西麻布一丁目 | 271事業所   | 3,310人  |
| 西麻布二丁目 | 232事業所   | 3,171人  |
| 西麻布三丁目 | 333事業所   | 3,426人  |
| 西麻布四丁目 | 242事業所   | 1,858人  |
| 計           | 1,078事業所 | 11,765人 |

### 事業者数の変遷
経済センサスによる事業所数の推移。
| 年                 | 事業者数 |
| ------------------ | -------- |
| 2016年（平成28年） | 951      |
| 2021年（令和3年）  | 1,078    |

### 従業員数の変遷
経済センサスによる従業員数の推移。
| 年                 | 従業員数 |
| ------------------ | -------- |
| 2016年（平成28年） | 12,433   |
| 2021年（令和3年）  | 11,765   |

## 施設

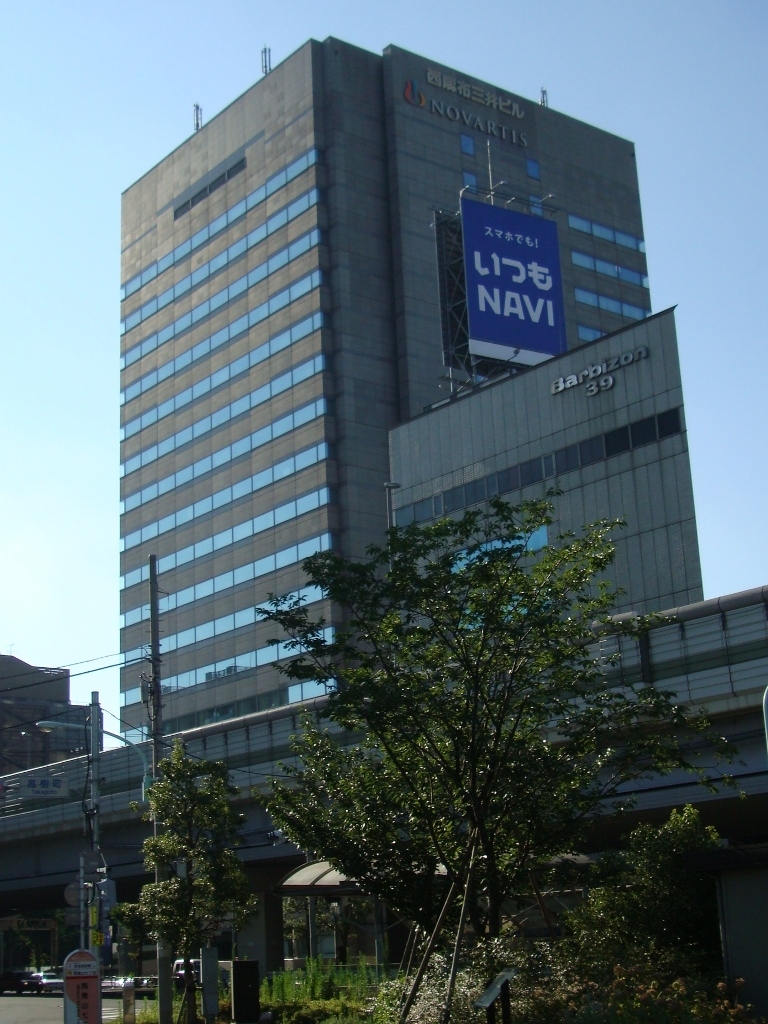
高樹町交差点界隈の西麻布三井ビル（2019年取壊し）

### 学校
- 港区立西麻布保育園 - 港区立西麻布いきいきプラザと同建物内にある。
- 若葉会幼稚園
- 麻布みこころ幼稚園
- 港区立笄小学校
- 港区立高陵中学校 - 改築のため南麻布に仮校舎が置かれていたが、新校舎の完成に伴い2010年（平成22年）2月1日から現在地に復帰。

### 公園
- 笄公園 - 笄小学校と外苑西通りに挟まれた場所にある、1970年（昭和45年）に開園した港区立の公園[20]
- 霞町公園 - 霞町交差点界隈、西麻布二丁目側にある小公園
- 西麻布2丁目児童遊園 - 根津美術館裏手の霞町交差点に向かう笄川根津支流を暗渠化した通りの坂下辺り、南青山四丁目に接する場所にある。

### 企業
- 富士フイルム西麻布ビル - 六本木通りと骨董通りとの高樹町交差点界隈にある。富士フイルムの旧本社ビル。周辺界隈には日赤通り商店街や旧西麻布三井ビルディング、コシノジュンコビル等がある。
- スイッチ・パブリッシング本社 - 高樹町交差点界隈長谷寺裏手の住宅街にこぢんまりとある。
  - 地階に、カフェレストランと本屋あるいはギャラリーを併せた「レイニーデイ・ブックストア&カフェ Rainy Day Bookstore & Cafe」がある。
- 稲川素子事務所 - 西麻布一丁目にある。

### 店舗・商業施設
- レストランやバー、ナイトクラブやキャバクラ等が雑居ビル等に集積している。カフェないしカフェバーその他飲食店も多く、ブティックも点在している。
- 西麻布alife（エーライフ） - 西麻布1丁目にあるナイトクラブ
- バルビゾンビル - 西麻布から広尾、白金、表参道界隈にかけてある貸しビル[注釈 1]。本社は南青山五丁目[21]。代表取締役の伊藤良三はコムサ・デ・モードの創業メンバーの一人で、西麻布にあるブランディングやキットソンジャパン等を関連会社に抱える[22]。バルビゾンの名称はフランスの地名バルビゾンないしバルビゾン派から。
- 竜土軒 - 麻布龍土町（現在の六本木七丁目）にあった日本初とされるフランス料理ないし西洋料理店。現在は西麻布一丁目霞町交差点界隈、下記六本木マルシェ並びの通り沿いにある。米軍赤坂プレスセンター内星条旗新聞社が近隣にある。
- 中國飯店 - 西麻布一丁目六本木寄りEX THEATER ROPPONGI傍、六本木通り沿いにある古くからある高級中華料理店。ちなみに、この界隈はかつて麻布材木町 （現在の六本木六、七丁目）と呼ばれていた。
- レストランひらまつグループの各レーベル店舗（フランス料理店を中心にカフェまで）- 西麻布を中心に、南麻布・広尾界隈、六本木界隈にかけて集積している。
- ル・ブルギニオン - 西麻布三丁目テレ朝通り沿いにある老舗のフランス料理店
- リストランテ アルポルト - メディアに頻繁に登場する片岡護のイタリア料理店。西麻布三丁目、外苑西通り沿い裏手界隈にある。
- クイーン・アリス本店 - 同様に石鍋裕のフランス料理店。西麻布三丁目六本木寄りにある。
- レフェルヴェソンス - 西麻布二丁目高樹町界隈長谷寺裏手にあるフランス料理店
- 豪龍久保（ごうりゅうくぼ） - 西麻布二丁目にある日本料理店
- き久ち - 西麻布2丁目立山墓地裏手にある日本料理店
- 壽修（じゅしゅう） - 西麻布二丁目にある日本料理店
- ラ・ボンバンス - 西麻布二丁目高樹町近く六本木通り沿いにある創作日本料理店。店名はフランス語の"ご馳走"から。
- 拓（たく） - 西麻布二丁目にある寿司屋
- 西麻布 鮨 真（しん） - 西麻布四丁目、南青山七丁目との境界線上日赤通り商店街にある寿司屋
- 麻布食堂 - 西麻布四丁目、同上日赤通り商店街の裏手にあるオムライスなどの洋食店
- 六本木マルシェ - スーパー戸塚の名で古くから西麻布一丁目霞町交差点裏手界隈にあるスーパーマーケット。同マルシェの面する通り沿いが古くからの商店街に当たり、かつては個人商店から駄菓子屋まであった。その他、かつてスーパー山長が同二丁目界隈笄川を暗渠化した通り沿いに古くからあったが2008年に廃業し、跡地現在はコンビニやカフェになっている。
- 成城石井 - 高樹町近く西麻布四丁目六本木通り沿いにある。
- まいばすけっと - テレ朝通り裏手と外苑西通り沿いの2店ある。同様に近隣界隈には各社コンビニ等も集積している。
- 西麻布郵便局 - 西麻布一丁目にある。
- 三井住友銀行麻布支店 - 霞町交差点付近にある。

### 寺院
- 長谷寺
- カトリック麻布教会
- 繁成寺
- 妙善寺

### 神社
- 桜田神社

### 大使館
- ウクライナ大使館
- エルサルバドル大使館
- ガーナ大使館
- ギリシャ大使館
- ベリーズ大使館 - 兼勤駐在官事務所。大使が常駐しているのは、台北の在中華民国ベリーズ大使館。
- ポルトガル大使館
- ラオス大使館
- ルーマニア大使館

## 関係者
出身や居住その他ゆかりある人物
- 内藤鳴雪（俳人、官吏） - 居住
- 沖田総司（武士〈新選組〉） - 出身
- 西竹一（陸軍軍人、1932年ロス五輪馬術金メダリスト） - 出身居住
- 廣田弘毅（首相、外交官） - 居住
- 三井八郎衛門高公（実業家〈三井家〉） - 出身居住
- 入江相政（官吏、侍従長） - 出身居住
- 松本重雄（銀行家〈日銀〉） - 居住
- 糸川英夫（ロケット工学者） - 出身居住
- 野村昭子（女優） - 居住
- 渡辺美佐子（女優） - 出身居住
- 古谷敏（男優） - 出身
- 赤木圭一郎（男優） - 出身
- 向田邦子（エッセイスト、ドラマ脚本家） - 1964年に霞町（現 西麻布3丁目）のアパートに居住。1970年に南青山5丁目の南青山第一マンションズに転居し亡くなるまでの10年ほど居住[23]。
- 堤義明（実業家〈西武グループ〉） - 居住
- デヴィ・スカルノ（タレント、元インドネシア大統領夫人） - 出身
- Nujabes（DJ、音楽プロデューサー） - 出身居住

## 西麻布を舞台・背景とした作品
- 『雨の西麻布』（とんねるず、1985年）

## その他

### 日本郵便
- 郵便番号 : 106-0031[4]（集配局 : 芝郵便局[24]）。